# Cernuc
Cernuc – wieś w Rumunii, w okręgu Sălaj, w gminie Gârbou. W 2011 roku liczyła 187 mieszkańców.